# Jiboia-vermelha
A Salamanta ou Jiboia-albina (Epicrates cenchria cenchria) é uma serpente da família dos boídeos, encontrada na Venezuela, Guianas e Brasil (Amazônia) e Peru. Possui cerca de 1,7 m de comprimento, dorso pardo-avermelhado com manchas negras e ventre amarelado. Elas se alimentam de pequenos roedores, lagartos e aves. Têm dentição áglifa e portanto não são peçonhentas. São bastante utilizadas, devido à sua beleza, como animais de estimação.

## Descrição
Esta espécie foi originalmente descrita em 1758 pelo Botânico e Zoólogo Sueco Carl Linnaeus. É uma espécie terrestre e de habitos semi-arbóreos, do gênero Epicrates, da família das jibóias na subordem de cobras. Está distribuído a leste dos Andes, nas florestas amazônicas do sul da Venezuela, Guiana, leste da Guiana Francesa, Suriname, Colômbia, Equador, Brasil, Peru e Bolívia. Ele vive em florestas maduras e florestas intervencionadas da Amazônia. No Equador, foi relatado nas províncias de Sucumbíos, Orellana, Pastaza, Morona Santiago, Napo e Zamora-Chinchipe, em uma altitude de 190 a 1723 metros, embora também seja encontrado em áreas intervenientes, como culturas e limites de assentamentos humanos. Além disso, geralmente é encontrado perto de fontes de água.
O espécime original é NRS 322. Holótipo. Suriname Espécime adulto depositado com NRS sob o número Lin. 6 (Linnaeus 6), mais tarde Andersson (1899) numera-o como 322 . Alimenta-se especialmente de pequenos mamíferos; complementa sua dieta com aves. Seu comprimento geralmente não excede 150-200 centímetros, no caso de fêmeas adultas. É uma espécie solitária, é noturna e crepuscular, embora também haja relatos de atividade diurna. Alimenta-se especialmente de pequenos mamíferos; complementar sua dieta com pássaros. Mata por constrição. Ele vagueia pelo chão, apesar de subir em árvores quando se depara com um perigo em potencial. É caçado por seu couro, embora seja morto principalmente pelo medo gerado por todas as cobras, especialmente as grandes. Sofre do desmatamento de seu habitat natural e da transformação de seu ecossistema em terras agrícolas ou pecuária intensiva resultando na perda de habitat.